# Best FM
Best FM — московская музыкальная радиостанция, круглосуточно вещавшая на частоте 100.5 FM c 7 ноября 2004 по 23 мая 2018 года. Формат вещания станции — adult contemporary.

## История
Радиостанция начала своё вещание 7 ноября 2004 года в 21:00, сменив на этой частоте радио Ultra. Первой песней, прозвучавшей в эфире, была «The Best» певицы Тины Тёрнер. Обе радиостанции принадлежали американской транснациональной корпорации News Corporation, но в 2010 году «Наше Радио Москва», «Наше Радио Санкт-Петербург», Best FM и Ultra были проданы Виталию Богданову, войдя в состав радиокорпорации «Мультимедиа Холдинг».
С 27 августа 2015 года в эфир добавлены композиции российских исполнителей, но с 1 июня 2017 года подобные композиции сняты с эфира из-за перехода радиостанции на автоматический режим вещания.
Предполагалось, что в январе 2018 года радиостанция прекратит своё вещание и на её частоте начнёт вещание новостная радиостанция «НСН». Однако, в начале февраля 2018 года стало известно, что проект новой радиостанции был свёрнут из-за продажи данной FM-частоты. За покупкой частоты в Москве стояли структуры Эмина Агаларова, владеющие телеканалом и музыкальным фестивалем «Жара». Новая радиостанция получила название — «Жара FM» 24 мая 2018 вещание по официальным интернет-потокам прекратилось, но уже через неделю, 31 мая 2018, официальные интернет-потоки заиграли вновь, но с джинглами Радио Best.

## Бывшие ведущие
- Илья Ефимов
- Марк Наумов
- Катья Рокфеллер
- Артем Королёв
- Антон Никифоров
- Даниил Андреев
- Вита Самойлова
- Елена Ветрова
- Марк Андерсон
- Лена Батинова
- Елена Ветрова
- Павел Кириллов
- Маргарита Макеева
- Настя Драпеко
- Родион Газманов

## Бывшие города вещания
Заменено на Жара FM:
- Архангельск — 104,2 FM
- Ачинск (Красноярский край) — 107,9 FM
- Москва — 100,5 FM
- Уссурийск (Приморский край) — 87,5 FM